# Hipérbaton
El hipérbaton es una figura retórica en la cual se altera la sintaxis habitual de una oración, principalmente con fines métricos retóricos.

## Tipos
Se distinguen cuatro tipos de hipérbaton:
- la tesis, que consiste en intercalar una palabra entre dos elementos de otra compuesta;
- el paréntesis, que consiste en introducir en una frase una interjección u oración con entonación distinta;
- la anástrofe, que consiste en posponer la preposición al sustantivo cuyo caso rige, y
- la histerología, que consiste en alterar el orden de las palabras y decir primero lo que debería ir después .

## Usos
Generalmente el hipérbaton se utiliza en los dos casos siguientes: la composición de textos literarios con sintaxis latinizantes, lengua que se caracteriza por la libertad sintáctica, o bien, destacar o subrayar el significado de alguno de los elementos que se han desplazado en la oración. En composiciones poéticas, también se usa por razones métricas, puesto que permite modificar o facilitar fenómenos del lenguaje, muchos de ellos usados gradualmente.[cita requerida]

## Ejemplos
La Rima LIII de Gustavo Adolfo Bécquer presenta numerosos cambios en su estructura sintáctica. Un orden más natural sería: «Las golondrinas oscuras volverán a colgar sus nidos en tu balcón».

Volverán las oscuras golondrinas
en tu balcón sus nidos a colgar.
Gustavo Adolfo Bécquer.

Otro caso notable de hipérbaton usado por Bécquer es el siguiente:

Del salón en el ángulo oscuro,
de su dueño tal vez olvidada,
silenciosa y cubierta de polvo
veíase el arpa.
Gustavo Adolfo Bécquer, Rimas VII.

Por otra parte, en estos versos de la Égloga I de Garcilaso de la Vega, encontramos un hipérbaton con el verbo al final en la frase: «sus quejas imitando». La sintaxis natural sería: «imitando sus quejas».

El dulce lamentar de los pastores,
Salicio juntamente y Nemoroso,
he de cantar, sus quejas imitando;
cuyas ovejas al cantar sabroso
estaban muy atentas, los amores,
de pacer olvidadas escuchando…
Garcilaso de la Vega, Égloga I

Otro ejemplo de hipérbaton en Garcilaso es:

Con tanta mansedumbre el cristalino hielo
Tajo en aquella parte caminaba,
que pudieran los ojos el camino
determinar apenas que llevaba".
Garcilaso de la Vega, Égloga III.